# Hero/Heroine
"Hero/Heroine" é uma canção da banda americana Boys Like Girls, contida em seu primeiro álbum, um homônimo da banda. A canção foi originalmente lançada como primeiro single do álbum, acompanhada de um videoclipe, mas não posicionou em nenhuma parada musical.
No entanto, após o lançamento de The Great Escape, eles decidiram relançar Hero/Heroine, e um novo vídeo foi lançado no TRL, da MTV, em novembro de 2007. No final de janeiro de 2009, a canção ganhou o certificado de Ouro da RIAA.
O compositor de Hero/Heroine, o vocalista e guitarrista de Boys Like Girls, Martin Johnson, afirmou que "o lado sério de 'Five Minutes to Midnight' aparece nessa faixa, enquanto você assiste o progresso de um relacionamento. 'Hero/Heroine' é sobre o quanto uma vida pode mudar rapidamente, e como alguém pode ser aquele que vai te salvar".

## Paradas musicais
| Parada (2008)     | Melhor posição |
| ----------------- | -------------- |
| Billboard Hot 100 | 43             |
| Billboard Pop 100 | 22             |